# Фройденберг (Баден)
Фройденберг-ам-Майн (нім. Freudenberg am Main) — місто в Німеччині, знаходиться в землі Баден-Вюртемберг. Підпорядковується адміністративному округу Штутгарт. Входить до складу району Майн-Таубер.
Площа — 34,78 км2. Населення становить 3738 ос. (станом на 31 грудня 2020).